# Pyroraptor
 Pyroraptor  ist eine Gattung theropoder Dinosaurier (Theropoda) aus der späten Oberkreide (76,4 bis 69,9 mya) von Südfrankreich. Sie wird in das Taxon Dromaeosauridae gestellt, eine Gruppe von kleinen bis mittelgroßen, fleischfressenden Dinosauriern, die befiedert gewesen sind. Typusart der Gattung ist die einzige bekannte Art P. olympius.
Bis zu der Entdeckung von Balaur war Pyroraptor der am besten fossil dokumentierte europäische Dromaeosaurier.

## Fund und Namensgebung
Pyroraptor ist nur anhand weniger fossiler Knochen des Exemplars bekannt, das nahe dem 815 m hohen Mont Olympe in der Provence bei den Sandsteinen der La Boucharde gefunden wurde. Es wurden fossile Fingerknochen (Phalangen), Mittelhandknochen (Metacarpalia), Mittelfußknochen (Metatarsalia), Schwanzwirbel, Rückenwirbel, Elle (Ulna) und Speiche (Radius) des rechten Unterarms sowie Zähne geborgen.
Bekannt sind 17 Exemplare, der Holotypus (MNHN BO001), dessen vollständig erhaltener Fußknochen (zweiter Mittelfußknochen (Metatarsus)) im Muséum national d’histoire naturelle ausgestellt ist und 16 Paratypen (MNHN BO002-17 und eines ohne Nummer). Laut Turner et al. 2012 sind viele Paratypen aber umstritten, wie zum Beispiel MNHN BO0017 (Rückenwirbel), der sehr schlecht erhalten ist. Außerdem könnten mehrere Paratypen zum selben Tier gehören. Die Forschenden fanden zudem heraus, dass die Fossilien auch einen bis dahin unerkannten Metatarsus III beinhalten.
Der Name Pyroraptor olympius (gr. pyros – „Feuer“; raptor – „Räuber“; lat. olympius – „Olymp“) bedeutet so viel wie „Feuerdieb des Olymps“. Der Name der Gattung weist auf den Umstand hin, dass die Fossilien nach einem Waldbrand im Jahre 1989 gefunden wurden. Das Art-Epitheton spielt auf den Mont Olympe an, an dessen Fuß das Fossil gefunden wurde.

## Merkmale
Genannte Merkmale für dieses Taxon sind unter anderem Vertiefungen an der Elle, ein an der Unterseite gebogener (ungefähr 140° nach Ostroms Methode) und am Ende geriffelter Mittelfußknochen, sowie fast gleiche Ellen und Metatarsus II Länge. Außerdem wurden die hauptsächlich an der Hinterseite gesägte Zähne erwähnt. In einer neueren Analyse (2012) wurde das erstgenannte Merkmal in einer Neubeschreibung nicht wieder aufgegriffen. Stattdessen wurde Pyroraptor als mittelgroßer Dromaeosauridae mit den letzten beiden genannten Merkmalen beschrieben. Viele Merkmale konnten nicht beschrieben werden, da das gefundene Material zwar Ähnlichkeiten mit anderen Dromaeosauriern aufweist, die fragmentarische Beschaffung aber Vergleiche erschwert. Größenrechnungen fehlen ebenfalls.

## Palökologie

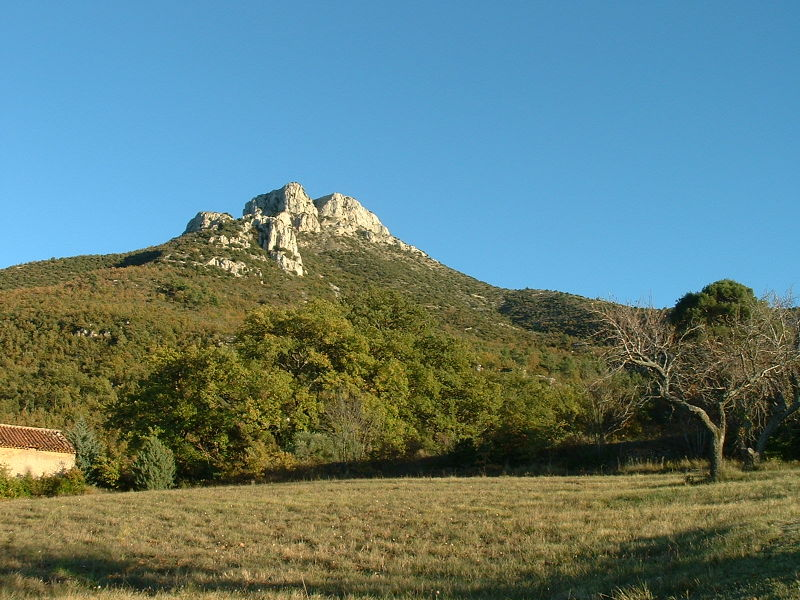
Mont Olympe bei La Boucharde in der Provence, Blick von Norden

Zusammen mit den Überresten von Pyroraptor fanden sich noch andere Dinosaurier aus der späten Kreidezeit. Entdeckt wurden Fossilien des Iguanodon-Verwandten Rhabdodon priscus, eines sauropoden Titanosauriers, eines Ceratopiers, eines ankylosauriden Nodosauriers und eines theropoden Abelisauroiden sowie die Eierschalen des Dinosaurierparataxons Megaloolithus aureliensis. Darüber hinaus wurden die Schalen vierer Schildkrötenarten (Dortoka sp., Solemys sp., Polysternon sp, und eine neue Alligatorschildkröten-Art) und verschiedener Alligatoren im Gestein gefunden.

## Systematik
Pyroraptor wurde sowohl von den Erstbeschreibern, als auch von späteren Autoren, als Dromaeosauridae klassifiziert. Die genaue Position ist aber unbekannt. Insgesamt sind 23 verschiedene Positionen innerhalb der Dromaeosauridae möglich.
Es wird diskutiert, ob es sich bei Pyroraptor und Variraptor, der ebenfalls in Südfrankreich (bei Marseille) gefunden wurde, um dieselbe Gattung handelt, seit der Entdeckung von Pyroraptor wird Variraptor als Nomen dubium, d. h. als taxonomisch zweifelhaft, angesehen. Neuere Fossilfunde von Variraptor bekräftigen die Ansicht, dass beide Gattungen gültig sind. Das ist aber unsicher, denn Variraptor wurde im 2012 Review von Turner u. a. nicht als gültige Gattung gelistet.

## Popkultur
Pyroraptor hatte lange nur einen Auftritt in der populären Kultur. Dieser war in der dritten Folge der Serie „Die letzten Jahre der Dinosaurier“, wo er in Südeuropa gelebt hat. Außerdem wurde eine Miniatur-Version in Rumänien gezeigt.
Im Film hatte Pyroraptor die Nische eines kleineren Räubers in seinem Ökosystem.
Die Hauptfigur hieß Pod, was von Pyroraptor olympius dromaeus abgeleitet wurde. Zudem wurde Pyroraptor mit Federn dargestellt.
2022 taucht mindestens ein Exemplar in Jurassic World: Ein neues Zeitalter auf. Im Kontrast zu den Velociraptoren und Atrociraptoren, die größer als die tatsächlichen Tiere und mit Schuppen statt Federn gezeigt werden, ist der Pyroraptor im Film gefiedert und kleiner.